# William Gilmore Simms

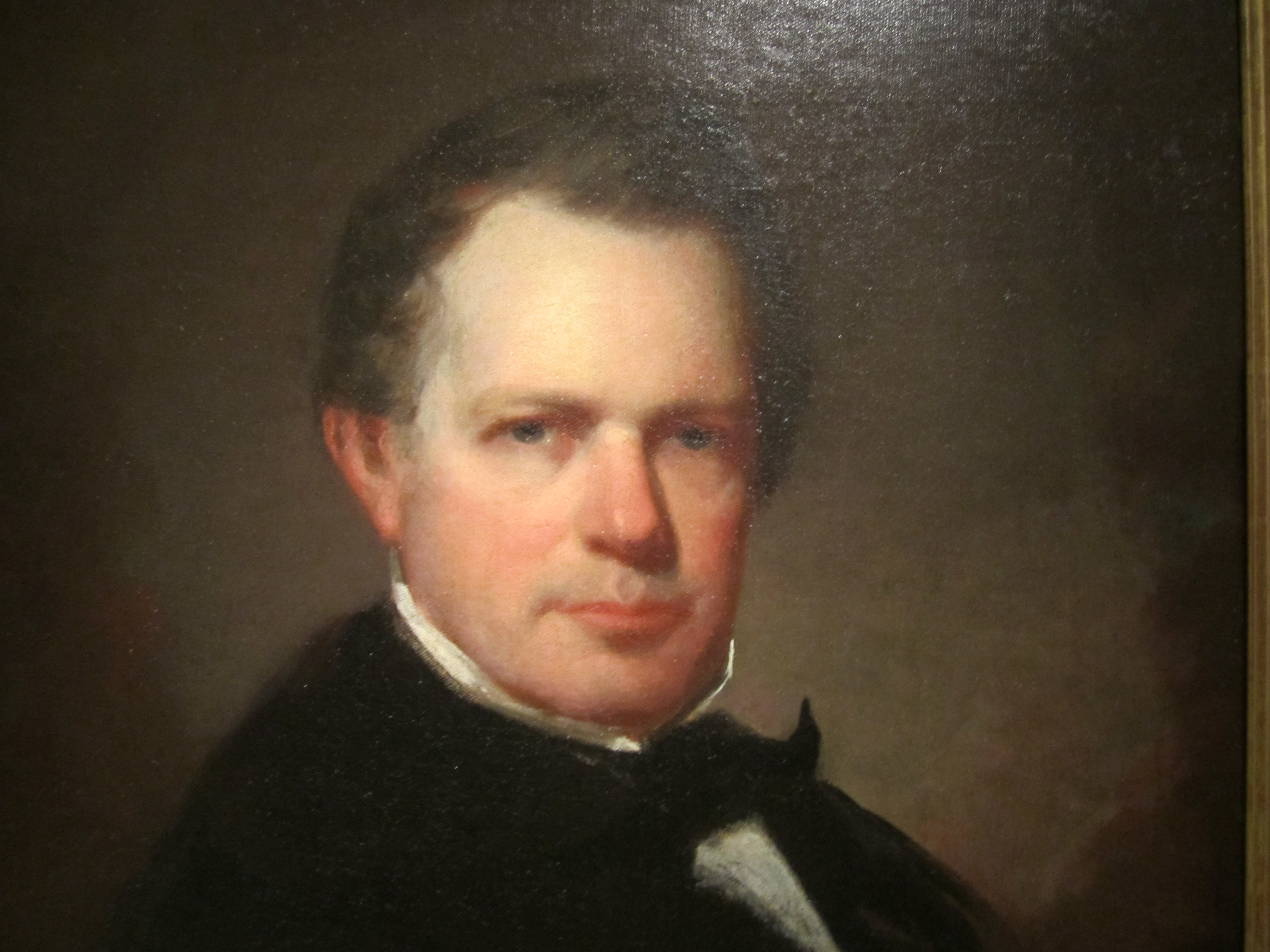
Portret Williama Gilmore’a Simmsa

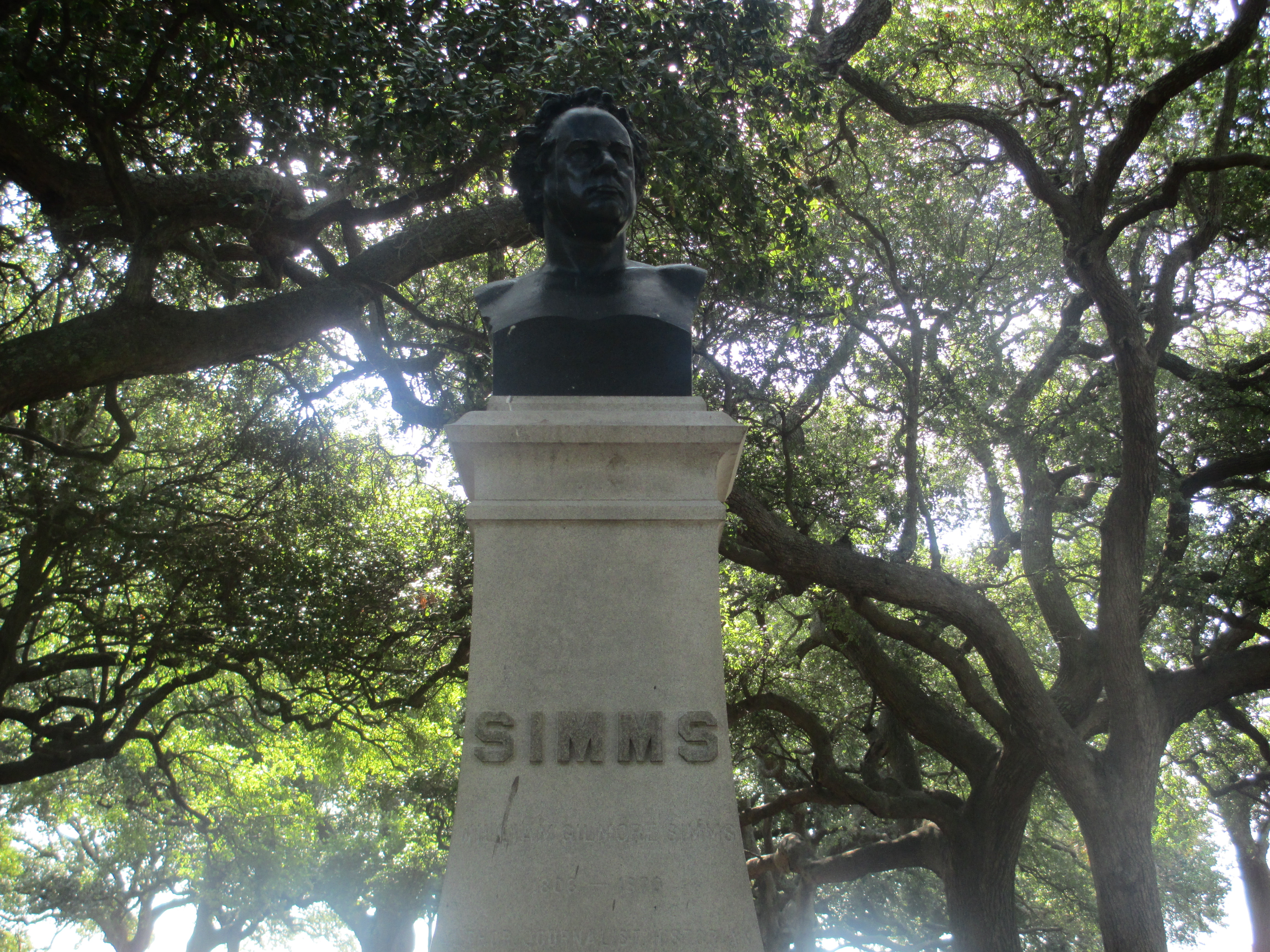
Pomnik Williama Gilmore’a Simmsa w Charleston

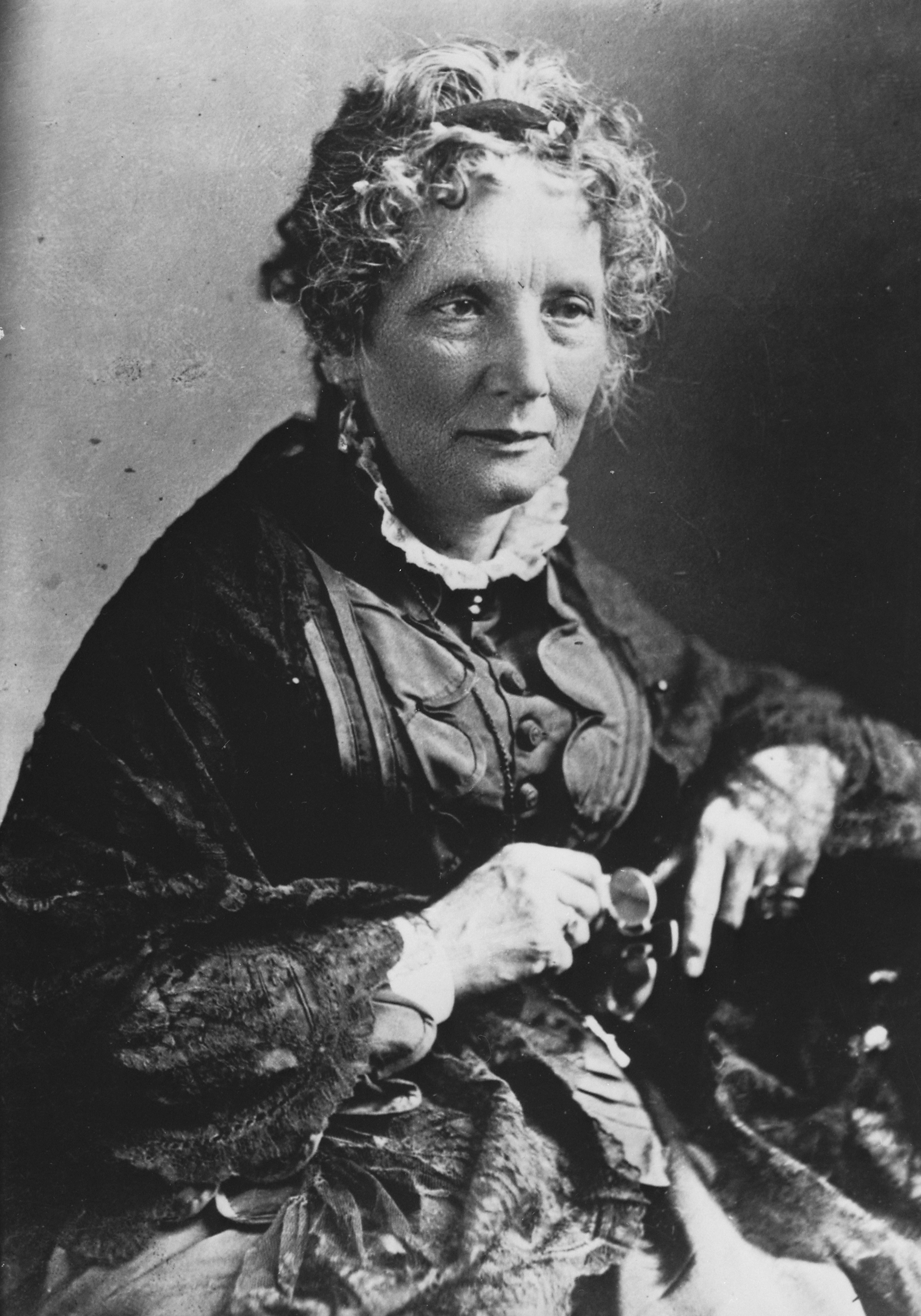
William Gilmore Simms był przeciwnikiem abolicjonistki i powieściopisarki Harriet Beecher-Stowe

William Gilmore Simms (ur. 1806, zm. 11 czerwca 1870) – amerykański prozaik i poeta.

## Życiorys
William Gilmore Simms urodził się 17 kwietnia 1806 w Charleston w stanie Karolina Południowa. Był wychowywany przez babkę. Jego ojciec, Irlandczyk z pochodzenia, w tym czasie brał udział w wojnie z Indianami. Po tym, jak ukończył szkołę, został pomocnikiem aptekarza. Następnie zaczął studiować prawo. W 1826 ożenił się. W 1827 uzyskał uprawnienia do wykonywania zawodu adwokata. W 1832 jego pierwsza żona zmarła, a charlestońskie pismo City Gazette, którego był współwłaścicielem, splajtowało. Wyjechał wtedy najpierw do Nowego Jorku, a potem do New Haven w stanie Connecticut.
Biografię Williama Gilmore’a Simmsa napisał William P. Trent.

## Twórczość
Simms, znany przede wszystkim jako prozaik, zaczynał karierę literacką jako poeta. W 1827 debiutował tomikiem Lyrical and Other Poems and Early Lays. W dwa lata później wydał Tile Vision of Cones, Cain, and Other Poems. Po wyjeździe na północ ukończył powieść kryminalną Martin Faber. W 1835 wydał powieść historyczną o wojnie z Indianami w 1715, zatytułowaną The Yemassee. Szczególne znaczenie miała wydana w 1853 powieść The Sword and the Distaff, napisana z punktu widzenia obrońców niewolniczego porządku społecznego, będąca polemiką z Chatą wuja Toma Harriet Beecher Stowe. Oprócz tego wydał opowieści The Partisan (1835), The Golden Christmas (1852), Richard Hurdis (1838) i Voltmeier (1869).